# 보퐁
보퐁(Beaupont)은 프랑스 동부 오베르뉴론알프 앵주에 위치한 코뮌이다.

## 지리
보퐁은 부르캉브레스에서 북쪽으로 28km, 리옹에서 약 100km 떨어진 곳에 위치해 있다. 서쪽으로 솔낭, 동쪽으로 세롱을 접한다. 솔낭 강과 세브롱 하천이 접한다.
보퐁 코뮌 내에는 여러 개의 마을이 위치해 있으며 그 중 주요 마을은 다음과 같다.
- 랭주 (Ringe)
- 라니콜리에르 (La Nicolière)
- 라빌리에르오트 (La Viellière haute)
- 르수제 (Le Sougey)
- 르비올레 (Le Biolay)

## 인구
| 연도 | 인구 | ±%    |
| ---- | ---- | ----- |
| 2006 | 553  | —     |
| 2007 | 560  | +1.3% |
| 2008 | 560  | +0.0% |
| 2009 | 599  | +7.0% |
| 2010 | 624  | +4.2% |
| 2011 | 650  | +4.2% |
| 2012 | 675  | +3.8% |
| 2013 | 677  | +0.3% |
| 2014 | 678  | +0.1% |
| 2015 | 682  | +0.6% |
| 2016 | 685  | +0.4% |

## 명소
- 브베 농장 (Ferme de Bevay)
- 생탕투안 교회.
- 수제 저택
- 생조제프 고아원 (1864년~1964년) : 1964년부터는 의료교육연구소로, 2002년부터는 장애인 의료수용원으로 쓰이고 있다.[1].

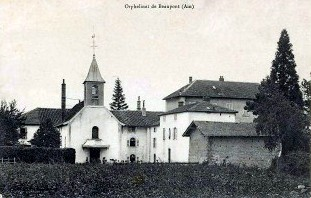
생조제프 고아원
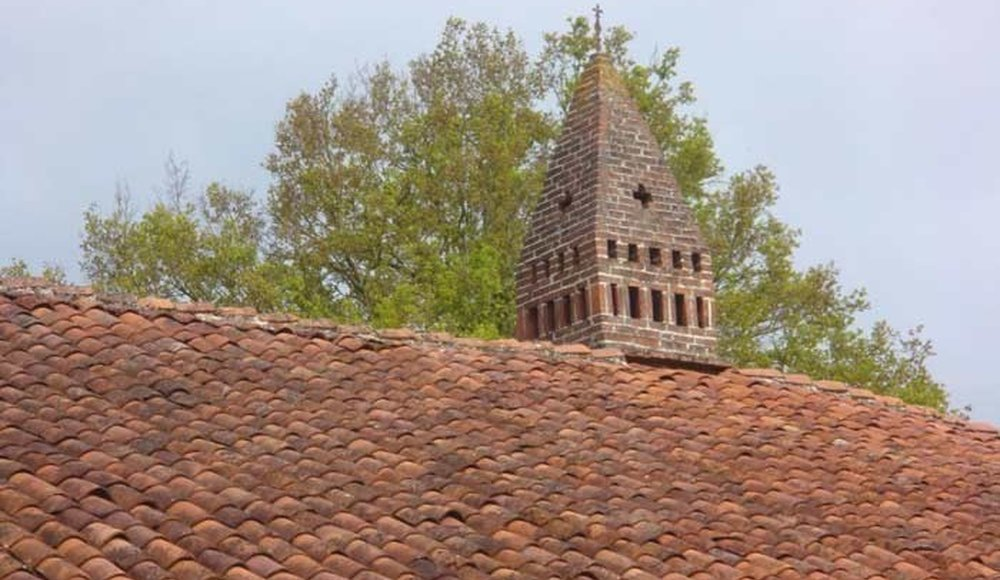
수제 저택의 굴뚝
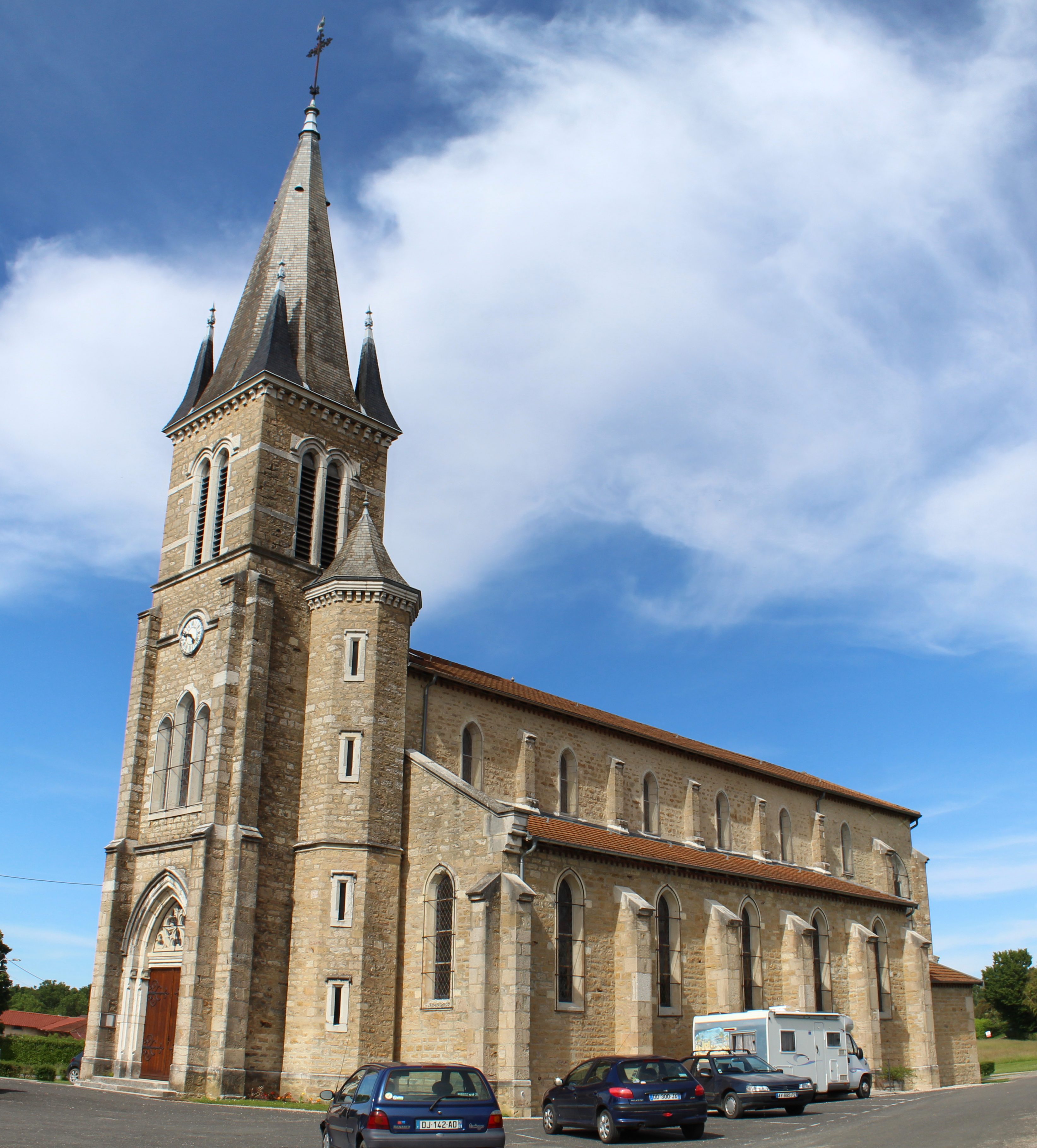
생탕투안 교회

## 같이 보기
- 앵 주의 코뮌 목록